# 马蒂利亚-德洛斯卡尼奥斯
马蒂利亚-德洛斯卡尼奥斯（西班牙語：Matilla de los Caños），是西班牙卡斯蒂利亚-莱昂巴利亚多利德省的一个市镇。总面积12平方公里，总人口110人（2001年），人口密度9人/平方公里。